# Personaggi di Lady Oscar

I personaggi di Lady Oscar nella sigla di chiusura dell'anime. Al centro: Oscar; in senso di lettura: Maria Antonietta e Oscar, André e Rosalie, André e Oscar, Fersen e Maria Antonietta

Questa è la lista dei personaggi di Lady Oscar, manga scritto e disegnato da Riyoko Ikeda. Gli stessi compaiono anche nella serie televisiva anime e nelle diverse opere derivate; alcuni fanno inoltre la loro comparsa anche nel manga successivo di Ikeda Eroica - La gloria di Napoleone.
Quasi tutti i personaggi sono basati su figure storiche dell'epoca trattata, ma le loro descrizioni o azioni, quantunque molto fedeli alla realtà, possono divergerne per licenza poetica o sviste dell'autrice. Viene resa al lettore la possibilità di informarsi sulle reali biografie di tutti i personaggi non fittizi tramite i collegamenti ipertestuali presenti sui nomi all'inizio di ogni descrizione.

## Le rose di Versailles
Come suggerisce il titolo originale, i personaggi principali del manga sono le donne che vissero a Versailles nell'epoca dei lumi, ciascuna associata a un tipo particolare del fiore in base alla sua personalità. Le rose sono anche il tema portante della sigla d'apertura originale dell'anime, il cui titolo, tradotto letteralmente, significa Le rose appassiscono in bellezza.

### Maria Antonietta
Maria Antonietta (マリー・アントワネット?, Marī Antowanetto) è la protagonista del manga, invece nell'anime passa in secondo piano. La ricostruzione immaginaria della famosa e sfortunata regina di Francia è abbastanza fedele alla controparte storica.

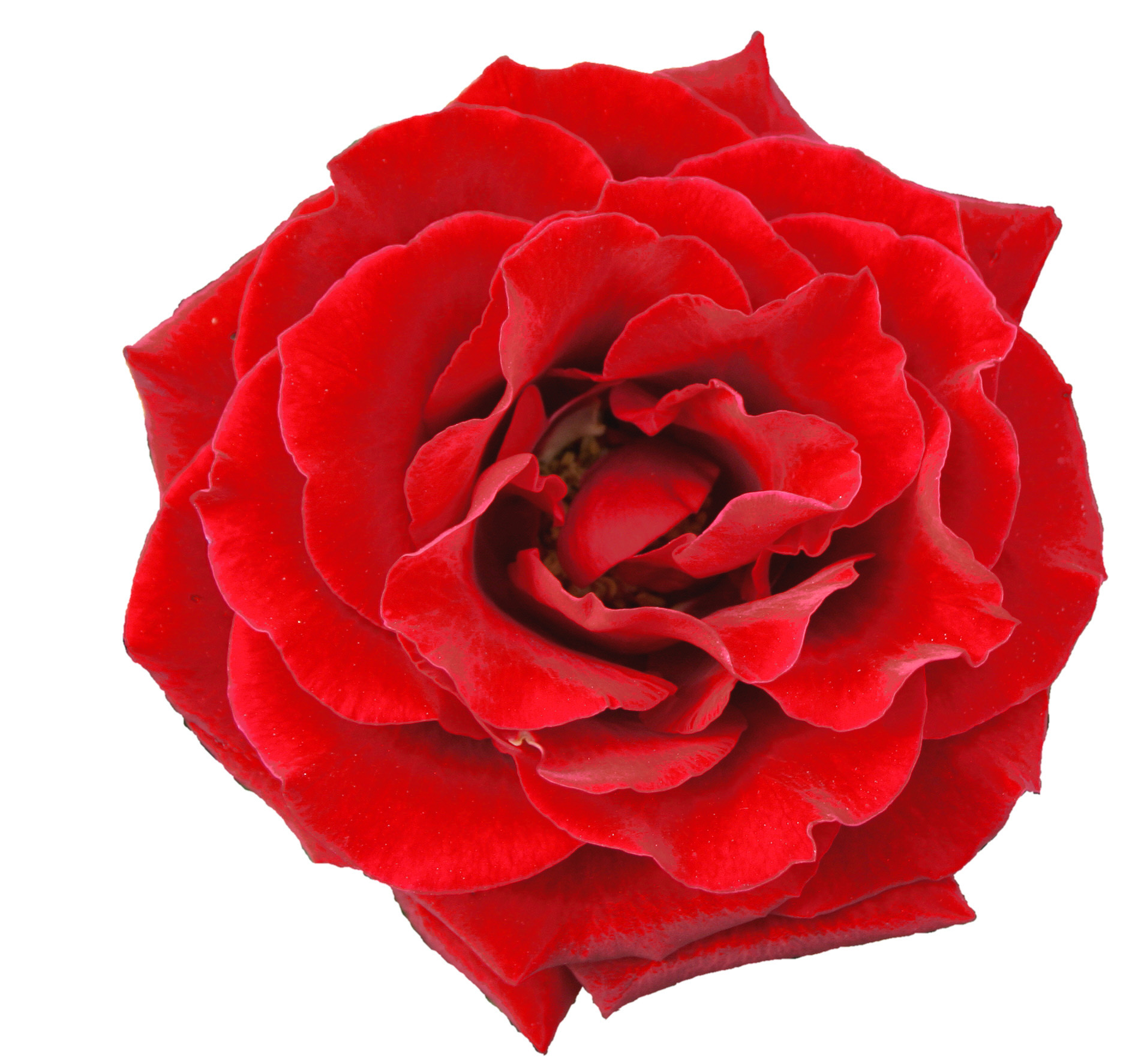
La rosa rossa

Promessa sposa al delfino di Francia, inizia la sua vita alla corte di Versailles nel lusso più totale. Con il suo arrivo guadagna automaticamente il grado di dama dal rango più alto, dal momento che la consorte del re era deceduta. La precedente detentrice di tale rango, la contessa du Barry, per etichetta non ha il permesso di rivolgere la parola alla delfina prima di lei, e quest'ultima non intende farlo per via delle sue origini discutibili. Alla fine però dovrà cedere, su spinta della madre che temeva l'erigersi di un conflitto internazionale. Una volta diventata regina, Maria Antonietta sembra non interessarsi alle sue responsabilità e dedica il suo tempo al suo amore, il conte von Fersen, invece che al popolo.
È doppiata da in giapponese da Miyuki Ueda e in italiano da Laura Boccanera.

### Oscar François de Jarjayes
Oscar François de Jarjayes (オスカル・フランソワ・ド・ジャルジェ?, Osukaru Furansowa do Jaruje) è la protagonista dell'anime: nel manga appare inizialmente solo come personaggio di supporto, ma visto il successo riscontrato presso il pubblico assunse un ruolo da coprotagonista nella seconda parte fino alla morte.

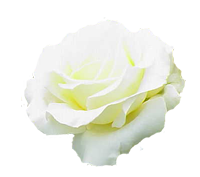
La rosa bianca

Ultimogenita di una nobile famiglia da sempre leale alla corona di Francia, viene cresciuta dal padre come un soldato e fin dalla giovinezza diventa la fedele spalla destra di Maria Antonietta d'Austria. Nel corso della vicenda, la maturazione del suo carattere e l'evolversi dei suoi sentimenti la portano a rinnegare la sua famiglia e a tradire la fedeltà alla regina, anche se con tristezza, per schierarsi dalla parte del popolo durante la rivoluzione francese, venendo uccisa dalle guardie reali che difendono la Bastiglia.
È doppiata in giapponese da Reiko Tajima, Reiko Suzuki (da giovane) e Keiko Toda (film Insieme per sempre), e in italiano da Cinzia De Carolis.

### Rosalie Lamorlière
Rosalie Lamorlière (ロザリー・ラ・モリエール?, Rosarī Ra Moriēru), poi Rosalie Chatelet (ロザリー・シャトレ?, Rosarī Shatore) è una giovane parigina che vive in precarie condizioni economiche insieme alla madre malata e alla sorella maggiore Jeanne.

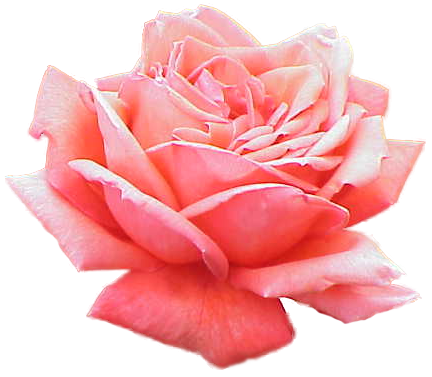
Un bocciolo di rosa

Quando Jeanne abbandona la propria famiglia, Rosalie, spinta dalla disperazione e dalla fame, arriva al punto di tentare di prostituirsi. In questa occasione conosce Oscar, che aveva cercato di sedurre scambiandola per un uomo. La sfortuna colpisce ancora la ragazza quando una carrozza investe la madre, uccidendola. Dopo alcune peripezie Rosalie va a vivere con Oscar. Grazie alla sua nuova benefattrice viene introdotta nell'alta società passando per una lontana parente della donna. Più avanti si scopre che la donna che ha ucciso sua madre è la contessa Yolande di Polignac, che si rivela essere anche la sua madre biologica, ma nonostante questa scoperta, continua a considerare la donna che l'ha cresciuta la sua vera madre. La contessa, che ha bisogno di un'altra figlia per realizzare un matrimonio di interessi, le offre la possibilità di stabilirsi in casa sua, ma Rosalie rifiuta l'invito.
La ragazza, non apprezzando la vita di corte materialista e piena di ipocrisia, torna a Parigi, dove sposa il giornalista Bernard Chatelet, dal quale ha un figlio, François. È lei insieme a Bernard e Alain a narrare gli eventi accaduti cinque anni dopo la presa della Bastiglia e degli ultimi giorni della regina Maria Antonietta, di cui si prese cura durante la prigionia. Compare anche nel manga Eroica - La gloria di Napoleone, in cui, dopo la morte di Alain e Bernard nell'attentato alla vita di Napoleone prima che diventi imperatore, ripara in Svezia con il figlio, dove vengono accolti dalla famiglia del conte von Fersen.
La sua figura è liberamente ispirata a Rosalie Lamorlière, una ragazza che si prese cura della regina Maria Antonietta nel periodo di reclusione alla Conciergerie. È doppiata in giapponese da Rihoko Yoshida e in italiano da Daniela Caroli.

### Jeanne de Valois
Jeanne de Valois (ジャンヌ・バロア?, Jan'nu Baroa) è una ragazza povera, ma con grandi ambizioni di potere.

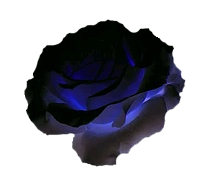
La rosa nera

Suo padre era discendente illegittimo dei Valois, e proprio con questo pretesto riesce a entrare nelle grazie della marchesa di Boulainvilliers e ad arricchirsi. Jeanne si sposa con Nicolas de La Motte e, non contenta della scarsa influenza sociale che poteva offrirle la sua adottante, la uccide assieme a lui. Bramando una ricchezza maggiore di quella di Maria Antonietta, ordisce lo scandalo della collana, di cui finiranno vittime la regina e il cardinale de Rohan.
È doppiata in giapponese da Yoneko Matsukane e Rihoko Yoshida (film Insieme per sempre), e in italiano da Susanna Fassetta e Susanna Javicoli (film Insieme per sempre).

### Contessa de Polignac

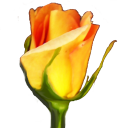
La rosa gialla

La contessa de Polignac (ポリニャック伯夫人?, Porinyakku hakufujin) è una donna avida e scaltra. All'età di quindici anni si innamorò del barone Saint-Rémy, ultimo erede del casato dei Valois. Da quest'uomo la ragazza ebbe una figlia chiamata Rosalie, che però crebbe sotto le cure di Nicole Lamorlière, una serva del barone che aveva da poco partorito Jeanne, figlia dello stesso barone e quindi sorellastra maggiore di Rosalie. Successivamente divenne contessa di Polignac e diede alla luce Charlotte, alla quale impose un matrimonio di interesse in tenera età che sciupò la sua esistenza.
Diventa un'intima amica di Maria Antonietta dopo la sua incoronazione. Con l'astuzia e l'inganno, la contessa riesce a estorcere molto denaro alla regina facendole conoscere la frenesia del gioco d'azzardo. La presenza di Oscar vicino a Maria Antonietta non favorisce i suoi loschi piani, perciò tenta più volte di ucciderla o screditarla di fronte alla regina per attuare i suoi sotterfugi.
È doppiata in giapponese da Reiko Mutō e in italiano da Serena Spaziani.

## Controparti

### André Grandier
André Grandier (アンドレ・グランディエ?, Andore Gurandie) è il protagonista maschile dell'anime, invece nel manga assume un ruolo di rilievo nella seconda parte fino alla morte.

André e Oscar nella copertina del settimo volume dell'edizione Goen.

Nato in un piccolo villaggio di campagna e rimasto orfano all'età di sei anni, va a vivere con la nonna materna Marron-Glacé Montblanc, la governante della famiglia Jarjayes, al palazzo di questi ultimi. Qui conosce Oscar e cresce con lei come un fratello. Nonostante il loro rapporto di amicizia e il loro divario sociale, fin da piccolo André inizia a provare per lei dei sentimenti più profondi. Una volta cresciuto confessa il suo amore a Oscar ma viene respinto; si arruola nella guardia francese e si unisce ai rivoluzionari. Durante gli scontri a Parigi viene ferito mortalmente per proteggere Oscar e, poco prima di morire, la donna gli confessa infine di ricambiare il suo amore. Viene sepolto insieme a Oscar su una piccola collina ad Arras.
André all'inizio non aveva un ruolo importante come quello che assunse alla fine. Era un compagno di Oscar che le era stato vicino fin dalla nascita, ma l'autrice non aveva previsto che si innamorasse di lei. Quando decise che sarebbe stato André ad amare Oscar, l'autrice pensò che avrebbe dovuto eliminare Girodelle dalla scena, perché un popolano come André non avrebbe avuto alcuna speranza di impedire il loro matrimonio. Pensò che era giunto il momento di fare innamorare Oscar dopo aver ritratto l'amore impossibile tra Fersen e Maria Antonietta. Attorno a lei gravitavano anche altre figure maschili alle quali ha pensato come possibili candidati al suo amore, come ad esempio il Cavaliere Nero. Alla fine però André le sembrò la scelta più naturale, perché aveva sugli altri il vantaggio di esserle stato vicino fin dall'infanzia e dunque di conoscerla meglio di chiunque altro. È sul modello dei suoi genitori che, per sua stessa ammissione, Ikeda ha costruito il rapporto tra Oscar e André in tutte le sue difficoltà. La madre discendeva da un'antica famiglia di samurai, quindi aristocratica, mentre il padre era un uomo del ceto medio, dai rigorosi valori morali. Contro il volere delle famiglie di entrambi e contro l'antica tradizione nipponica, i genitori dell'autrice, infatti, riuscirono a sposarsi.
È doppiato in giapponese da Taro Shigaki e Yū Mizushima (film Insieme per sempre), e in italiano da Massimo Rossi.

### Hans Axel von Fersen
Hans Axel von Fersen (ハンス・アクセル・フォン・フェルゼン?, Hansu Akuseru fon Feruzen) è uno dei protagonisti maschili del manga, invece nell'anime, parimenti a quanto successo con Maria Antonietta, assume un ruolo leggermente più marginale.
È un giovane conte svedese, primogenito di un senatore di nobile estrazione del regno, dotato di bell'aspetto e di un animo nobile. Le sue doti fisiche e la sua elevata posizione sociale fanno battere il cuore di tutte le dame di Versailles, Oscar e Maria Antonietta comprese. Conosce Maria Antonietta durante un ballo in maschera, in cui la giovane principessa si era intrufolata all'insaputa di tutti. Fra il conte e la futura regina è un vero e proprio colpo di fulmine e, in seguito a quel fugace incontro, i due giovani intrecceranno una tenera amicizia che rimarrà a lungo platonica. Il rapporto fra i due diviene però ben presto oggetto di feroci pettegolezzi, e Fersen, resosi conto che il suo amore irrealizzabile per Maria Antonietta contribuisce solo a gettare fango sulla di lei figura, decide di allontanarsi quanto più possibile, partendo per l'America ed unendosi ai soldati che combattevano per l'indipendenza statunitense dall'Inghilterra. Il conte fa ritorno in Francia poco prima dello scoppio della rivoluzione e aiuta la famiglia reale nel fallimentare tentativo di fuga terminatosi a Varennes.
Al sicuro in patria, Fersen non si riprese mai dalla notizia della morte di Maria Antonietta e non prese mai moglie. Annientato dal dolore, diventa una persona di potere, vile e freddo. Sarà ucciso anni dopo in un linciaggio da parte della folla, che lo accusava a torto di aver avvelenato l'erede al trono di Svezia. Fersen è oggetto di un altro amore impossibile, quello di Oscar, capitano della guardia reale. Il forte sentimento non corrisposto che Oscar nutre nei suoi confronti la porta a lasciare la guardia reale per trasferirsi al comando dei soldati della guardia francese.
È doppiato in giapponese da Katsunosuke Hori (ep. 6-8), Nachi Nozawa e Kei Tomiyama (film Insieme per sempre), e in italiano da Luciano Roffi.

### Bernard Chatelet
Bernard Chatelet (ベルナール・シャトレ?, Berunāru Shatore) è un giornalista giacobino.

La copertina del nono volume dell'edizione Planet Manga raffigurante il Cavaliere Nero e, sullo sfondo, Oscar. In basso appaiono Oscar vestita da donna e il conte von Fersen.

Sotto le vesti del bandito "Cavaliere Nero" ruba nei palazzi dei nobili per dare le loro ricchezze ai poveri. André, considerata la loro grande somiglianza fisica, si traveste come lui per farlo cadere in un'imboscata. Durante il loro scontro, Bernard in duello ferisce André all'occhio sinistro, determinandone la cecità. Ferito e catturato da Oscar, Bernard viene portato a casa Jarjayes, dove Oscar vorrebbe ucciderlo per vendicare la perdita dell'occhio di André. Viene però fermata proprio da quest'ultimo, che le fa notare la bontà della causa di Bernard. Successivamente si sposa con Rosalie Lamorlière, la ragazza del popolo che Oscar aveva allevato in casa propria, e dalla quale avrà un figlio, François Chatelet. In seguito Bernard diventa, a fianco di Robespierre e di Saint-Just, uno dei leader del popolo e sarà lui a guidare, almeno inizialmente, il popolo alla presa della Bastiglia. Nei giorni della rivoluzione, quando Oscar e il suo reggimento dei soldati della guardia tenteranno di conquistare la fiducia del popolo perché intenzionati a combattere con i rivoltosi, è proprio Bernard con il suo intervento a convincere questi ultimi dell'affidabilità di Oscar e dei suoi soldati. Al termine dell'anime, insieme ad Alain e Rosalie, narra gli avvenimenti avvenuti dopo la presa della Bastiglia.
La sua storia continuerà poi in Eroica - La gloria di Napoleone, dove nella finzione orchestrata da Riyoko Ikeda, Bernard assume un ruolo di rilievo nella vicenda di Napoleone Bonaparte. È liberamente ispirato a Camille Desmoulins, il giornalista rivoluzionario amico di Robespierre, mentre il suo nome deriva da due personaggi storici: il tappezziere Bernard, la cui casa viene visitata da Rosalie un paio di volte per comprare qualcosa per arredare la cella di Maria Antonietta alla Conciergerie, e il rivoluzionario Chatelet, uno dei dodici giurati che condannarono a morte Maria Antonietta ma anche lui salì sul patibolo alcuni mesi dopo.
È doppiato in giapponese da Akio Nojima e in italiano da Sergio Luzi, Oliviero Dinelli e Pasquale Anselmo (film Insieme per sempre).

### Alain de Soissons
Alain de Soissons (アラン・ド・ソワソン?, Aran do Sowason) è un militare della guardia francese e un fervente giacobino, proveniente da una nobile famiglia decaduta e ridotta in miseria.
È un personaggio molto carismatico e all'interno della guardia francese è ritenuto il leader tra i suoi compagni d'armi. Conosce André in una taverna e lo invita a cantare con lui e gli altri soldati, anche se poi la serata finirà in una scazzottata tra amici. Sarà il primo tra la guardia francese a credere che Oscar sia un ottimo comandante. Molto legato ai suoi amici, ed in particolare ad André, non esita a sfidare Oscar in combattimento, credendo erroneamente che il comandante avesse denunciato un suo militare che aveva venduto il fucile. Ha una sorella minore, Diane, che si suiciderà dopo essere stata lasciata dal suo promesso sposo. Alain rimane accanto al suo cadavere finché Oscar e André non lo convinceranno a superare il lutto e a lasciar seppellire la sventurata fanciulla. Di lì a poco, morta anche la madre, Alain torna in servizio ed assiste allo sbocciare dell'amore tra André e Oscar. Sarà lui a guidare, dopo la morte di Oscar, la guardia francese durante la presa della Bastiglia. Nel finale dell'anime, ambientato circa cinque anni dopo lo scoppio della rivoluzione francese, Alain ha lasciato l'esercito e si è ritirato a fare il contadino in campagna (e insieme agli amici Rosalie e Bernard racconterà l'epigolo della storia).
Riyoko Ikeda non apprezzò questa libertà narrativa dell'anime e nella prima parte del manga Eroica - La gloria di Napoleone, prosieguo ideale delle vicende raccontate in Lady Oscar, Alain è il coprotagonista e continuerà ad essere un soldato, ricoprendo anche nella vicenda di fantasia un ruolo importante nell'affermazione di Napoleone Bonaparte.
È doppiato in giapponese da Keaton Yamada e in italiano da Sergio Luzi e Enrico Di Troia (film Insieme per sempre).

### Victor Clément Florian F. de Girodelle
Victor Clément Florian F. de Girodelle (ヴィクトール・クレマン・ド・ジェローデル?, Vikutōru Kureman do Jerōderu) sarebbe dovuto divenire capitano della guardia reale di Luigi XV, ma, sconfitto in un duello con la spada da Oscar, rinuncia alla designazione, indicando proprio Oscar come la persona più indicata per proteggere la principessa Maria Antonietta. Girodelle diventerà tenente della guardia reale proprio sotto il comando di Oscar e, per lunghi anni, l'assisterà alla guida, fino al giorno in cui, con la rivoluzione ormai alle porte, Oscar si dimetterà dal suo incarico presso le guardie reali per passare al comando delle guardie francesi, designando lo stesso Girodelle come successore al suo posto. Durante la rivoluzione, i due si incontreranno nuovamente su fronti opposti, quando Oscar avrà già preso le parti del popolo in rivolta, ma Girodelle non se la sentirà di ordinare il fuoco contro il suo ex comandante.
È l'incarnazione della classe e della raffinatezza della vera nobiltà francese, espressa soprattutto nel modo galante in cui, nel manga originale, consente a rinunciare a Oscar, della quale aveva invano chiesto la mano. Nella vicenda di fantasia, Girodelle è l'ufficiale a capo delle guardie che, il 23 giugno 1789, intimarono ai deputati del terzo stato di sgomberare la sala delle riunioni degli Stati generali, all'Hôtel des Menus-Plaisirs. Nella realtà storica, questo ruolo fu ricoperto dal conte Gabriel-Michel de Vassan (1747-1834), ufficiale luogotenente delle guardie francesi della casa del re. Nei capitoli gaiden si scopre che il nome con cui viene chiamato in famiglia è Florian, che ha un fratello maggiore di nome Dominique e che i suoi genitori prestano servizio a corte: il padre ha un ruolo militare e la madre è probabilmente dame de chambre di qualche membro della famiglia reale. Da queste nuove storie possiamo vedere come Girodelle abbia avuto fin dall'infanzia un discreto e spesso evitato, rapporto con le donne, in primis la madre. Una vita tendenzialmente dedita allo studio e alla lettura e annoiato dai balli a cui doveva partecipare solo per proforma. Molto spazio viene dato alla sua amicizia con Sophie von Fersen. Si scopre anche che è sopravvissuto alla rivoluzione, vivendo in Svizzera.
È doppiato in giapponese da Keiji Mikage e in italiano da Giuliano Santi.

### Nicolas de La Motte
Nicolas de La Motte (ニコラス・ド・ラモット大尉?, Nikorasu do ramotto taii) è innamorato di Jeanne, ma lei lo sposa solo per interesse economico. Su richiesta di Jeanne al cardinale de Rohan, al quale mente spacciandolo per un conte, ottiene l'incarico di tenente presso la guardia reale.
È doppiato in giapponese da Michihiro Ikemizu e in italiano da Oliviero Dinelli.

## Personaggi secondari

### Villa de Jarjayes
La famiglia Jarjayes è una ricca e nobile famiglia francese realmente esistita, che, grazie all'appoggio e alla piena fiducia dei reali, detiene da generazioni la carica di comandante supremo delle guardie reali. Abita a Versailles, in un antico palazzo aristocratico. Il simbolo della casata è un leone su due zampe che brandisce la spada, tenendo la testa inclinata. Possiede dei terreni nella tenuta di campagna della città di Arras, nella regione dell'Artois, e nell'anime anche una villa di vacanza sulla spiaggia in Normandia.

#### Reynier de Jarjayes
Il generale Reynier de Jarjayes (レニエ・ド・ジャルジェ将軍?, Renie do Jaruje shōgun) è il padre di Oscar. Alla nascita di quest'ultima, sesta figlia femmina (nell'anime invece è la quinta), decide di educarla come se fosse un uomo per poter proseguire la tradizione militare.
Uomo serio, imponente ed autoritario, è molto severo nei confronti di Oscar, ma verso la fine capisce di aver sbagliato allevandola come un maschio e cerca di rimediare, proponendo alla figlia di contrarre matrimonio con il nobile Girodelle e lasciare le armi, cosa che non si realizzerà. Fedelissimo alla monarchia sino alla fine, è persino pronto a sacrificare per onore se stesso e sua figlia, davanti al tradimento di quest'ultima nei confronti della famiglia reale, evitato grazie alla clemenza della regina. Ha all'incirca l'età del padre di Maria Antonietta. Dopo la morte della regina, ripara in Russia insieme al fratello del re.
Il vero generale de Jarjayes, come il personaggio del manga a lui ispirato, era sposato con una dama di compagnia della regina e, insieme alla moglie, fu uno dei pochi a restare accanto a Maria Antonietta anche nei momenti più difficili della rivoluzione (infatti, è ricordato nelle biografie della regina per aver tentato di farla fuggire di prigione ed evitarle il patibolo pur a rischio della propria vita). Nella realtà storica, il generale de Jarjayes ebbe tre figlie femmine e un figlio maschio, mentre nell'opera di Riyoko Ikeda sarà proprio l'assenza di quest'ultimo a determinare il destino di Oscar. Mentre il personaggio storico nacque nel 1745, cioè soltanto dieci anni prima di Maria Antonietta, nella vicenda di fantasia è un uomo più anziano, dal momento che Oscar è coetanea della regina.
È doppiato in giapponese da Kenji Utsumi e in italiano da Romano Malaspina e Mauro Bosco (film Insieme per sempre).

#### Georgette de Jarjayes
Georgette de Jarjayes (?), conosciuta anche come "Madame de Jarjayes" (ジャルジェ夫人?, Jaruje fujin), è la moglie del generale de Jarjayes e madre di Oscar. Originaria della Lorena, il suo bisnonno paterno era Georges de La Tour, pittore di corte del re Luigi XIII. Ha all'incirca la stessa età della madre di Maria Antonietta. Quando si sposò, nel 1738, era già incinta di Hortense. Non è mai riuscita a superare il lutto per la morte di Oscar e infine è morta nel 1791, prima di Varennes.
È doppiata in giapponese da Kōko Kagawa e in italiano da Isa Barzizza.

#### Marron-Glacé Montblanc
Marron-Glacé Montblanc (マロン・グラッセ・モンブラン?, Maron Gurasse Monburan), più conosciuta come "nonna Grandier" o semplicemente "nonna", è la nonna materna di André, nonché la governante e la nutrice di Oscar.
Ha cresciuto entrambi i ragazzi come se fossero figli propri e il suo più grande sogno sarebbe stato quello di far vivere ad Oscar una normale vita da ragazza. Ha sempre manifestato il suo disappunto sul crescere Oscar come un ragazzo, specialmente nei casi in cui ha rischiato la vita come soldato. Sarà lei a leggere la lettera di addio di Oscar al generale de Jarjayes. Nonostante l'età avanzata, è decisamente energica e vitale, ma poco colta. Nel manga ha un ruolo comico e marginale, invece nell'anime ha risvolti più umani e un maggiore approfondimento. Inoltre nel manga, diversamente dall'anime, dove non si sa più nulla di lei, muore di dolore, nel suo letto, una notte poco dopo il 14 luglio 1789, il giorno del suo compleanno, avendo saputo della tragica morte dei suoi due ragazzi, uccisi a Parigi dalle guardie reali per alto tradimento della corona. Verso la fine del 1788, la sua salute era peggiorata a causa di un affaticamento e da allora è sempre rimasta a letto. Viene persino corteggiata dal pittore Armand, che porta fiori al suo capezzale, quando ormai è già morta.
Nel manga è stata chiamata Marron-Glacé Montblanc, con un comico riferimento a due celebri esempi di pasticceria francese. Nell'anime non ha un nome, in quanto ci si riferisce a lei solo indirettamente o per bocca di André, che la chiama "nonna" (termine utilizzato anche da Oscar nel doppiaggio italiano, mentre in giapponese si rivolge a lei più specificamente come baya, cioè "tata", l'equivalente dell'inglese nanny, appellativo presente nella trasposizione live-action di Jacques Demy). Nei romanzi non ufficiali della Fabbri Editore viene chiamata "Marie Grandier".
È doppiata in giapponese da Hisako Kyōda e Yukiko Nashiwa (film Insieme per sempre), e in italiano da Franca Dominici e Clelia Bernacchi (film Insieme per sempre).

#### Armand
Armand (アルマン?, Aruman) è il pittore di Parigi che esegue il ritratto di Oscar. Nato ad Arras, conosce Robespierre e, da giovane, prese lezioni di pittura dal nonno materno di Oscar in Lorena. Il giorno della nascita di Oscar, ha dipinto un ritratto della madre incinta con le cinque sorelle.
È doppiato in giapponese da Kōhei Miyauchi e in italiano da Sandro Pellegrini.

### Borboni di Francia

#### Luigi XV
Luigi XV (ルイ15世?, Rui 15-sei) è il sovrano in carica all'inizio della storia. Dopo la sua morte per vaiolo gli succede al trono suo nipote, Luigi XVI. È doppiato in giapponese da Hisashi Katsuta e in italiano da Sandro Pellegrini.

#### Luigi XVI
Luigi XVI (ルイ16世?, Rui Jūrokusei) è inizialmente il principe ereditario e poi il re di Francia.
Personaggio di indole buona, un po' sciocco e molto timido, sposa Maria Antonietta quando è ancora un ragazzino, senza ben comprendere il suo ruolo di futuro re. Appassionato alla professione di fabbro, si diletta nella creazione di lucchetti, e, nonostante l'affetto che nutre per la giovane e bella sposa, non riesce a relazionarsi con lei, al punto che le loro nozze resteranno non consumate per ben sette anni. Crescendo resta succube dei capricci della moglie e lo si vede impegnarsi poco nella politica. Dopo la convocazione degli Stati generali, non riesce a esserne arbitro né comprende l'effettiva importanza del terzo stato, segnando la decadenza della monarchia, con la proclamazione dell'Assemblea nazionale e quindi la monarchia costituzionale. Non seguendo i consigli di Lafayette e di Mirabeau, tenta insieme ai familiari l'infelice fuga verso i Paesi Bassi austriaci, terminata a Varennes con l'arresto dei reali. Minata l'autorità della corona, di lì a poco gli eventi rivoluzionari porteranno alla fine del regno dei Borboni. Abolita la monarchia, Luigi XVI viene processato e condannato a morte.
È doppiato in giapponese da Yoshito Yasuhara e Kazuhiko Inoue (film Insieme per sempre), e in italiano da Marco Guadagno.

#### Madame Adelaide, Vittoria e Sofia
Adelaide (アデレイド?, Adereido), Vittoria (ビクトワール?, Bikutowāru) e Sofia (ソフィー?, Sofī) sono, rispettivamente, la sesta, la settima e l'ottava figlia di Luigi XV. Disprezzano la contessa du Barry e cercano in Maria Antonietta una possibile alleata per screditarla. Sono doppiate, rispettivamente, in giapponese da Takako Kondo, Yuri Kimura e Kakuko Motoyama, e in italiano da Franca Lumachi e Daniela Gatti.

#### Duca d'Orléans
Il duca d'Orléans (オルレアン公フィリップ?, Orurean Kō Firippu) è il cugino di Luigi XVI. Tenta vari sotterfugi, come rapire Maria Antonietta e uccidere suo cugino per succedergli al trono. È doppiato in giapponese da Osamu Ichikawa e Tatsuyuki Jinnai (ep. 27) e in italiano da Mauro Bosco.

#### Maria Teresa di Borbone
Maria Teresa (マリー・テレーズ?, Marī Terēzu) è la prima figlia di Maria Antonietta e Luigi XVI, che porta il nome della nonna materna, ed anche l'unica della famiglia reale sopravvissuta alla rivoluzione. È doppiata in giapponese da Masako Sugaya e in italiano da Valeria Perilli.

#### Louis Joseph
Louis Joseph (ルイ・ジョゼフ?, Rui Jozefu) è il secondo figlio di Maria Antonietta e Luigi XVI, che visse solo sette anni e morì per tubercolosi. Durante la sua breve vita ebbe il piacere di conoscere Oscar e di innamorarsi di lei. È doppiato in giapponese da Yoshiko Matsuo e in italiano da Massimiliano Manfredi.

#### Louis Charles
Louis Charles (ルイ・シャルル?, Rui Sharuru) è il terzo figlio di Maria Antonietta e Luigi XVI, che visse dieci anni e morì a causa dei maltrattamenti subiti durante la prigionia con la sua famiglia durante la rivoluzione. È doppiato in giapponese da Yuko Mita e in italiano da Julian Olivieri Orioles.

### Reggia di Versailles

#### Contessa du Barry
La contessa du Barry (デュ・バリー夫人?, De~yu barī fujin) è la favorita di Luigi XV, e per questo motivo ha molta influenza a corte.
Prima dell'arrivo di Maria Antonietta, la contessa era la donna dal rango più alto a Versailles perché prese la posizione della moglie del re dopo la sua morte. In origine era una donna di strada e per ottenere il titolo di contessa, e con esso il permesso di entrare a palazzo, estorse del denaro al suo amante con il quale contrasse un matrimonio di interesse con il conte del casato du Barry. Il giorno seguente al matrimonio avvelenò il marito. Per le sue indegne origini e per la sua disonestà viene disprezzata dalle figlie del re e dalla delfina Maria Antonietta, la quale, per dimostrare di non riconoscere la sua posizione, si rifiuta di rivolgerle la parola. La contessa, secondo l'etichetta, non ha il permesso di rivolgere la parola a una donna su un piano più alto del suo, perciò è costretta a sottostare alla giovane principessa finché la situazione, troppo tesa e pericolosa per i confini internazionali, non costringe Maria Antonietta a svolgere quel passo. Tutta l'autorità della contessa du Barry viene a mancare con il vaiolo di Luigi XV, che, per ricevere l'ultima assoluzione dei suoi peccati, è costretto ad allontanare la donna in quanto la sua presenza non rispetta i dogmi cattolici.
La personalità della contessa du Barry, in particolare la sua attitudine a ricorrere ai veleni per facilitarsi la scalata al potere, è stata ricalcata su quella della marchesa di Montespan, anch'essa vissuta a Versailles ma come concubina di Luigi XIV.
È doppiata in giapponese da Ryoko Kinomiya e in italiano da Franca De Stradis.

#### Henri Salvator du Guémené
Il duca Henri Salvator du Guémené (アンリ・サルバドール・ド・ゲメネ公爵?, Anri Sarubadōru do Gemene kōshaku, nell'anime chiamato "duca di Germain") è un uomo influente a corte che gode della fiducia di Maria Antonietta.
Durante una passeggiata a Parigi spara a un bambino, Pierre, che gli aveva rubato da mangiare, provocando l'ira di Oscar che si trovava lì in quel momento. In un banchetto di corte Oscar rende noto il fatto davanti a tutti gli altri nobili e il duca la sfida a duello, che però non si terrà per via della decisione della regina di confinare Oscar agli arresti domiciliari per un mese (nell'anime invece è Oscar a sfidare il duca a duello, che ha luogo ed è vinto da Oscar, la quale spara alla mano del duca nonostante egli avesse tentato di barare. In seguito Maria Antonietta viene a conoscenza dello scontro e punisce Oscar). Nella serie animata compare precedentemente a questi fatti e commissiona a Charles Corday, per conto del duca d'Orléans, un attentato fallito verso la vita dei principi in visita a Parigi.
È doppiato in italiano da Carlo Allegrini.

#### Cardinale de Rohan
Il cardinale de Rohan (ローアン大司教?, Rōan daishikyō) è stato ambasciatore in Francia ma con il suo comportamento dissoluto ottenne la nomea di gran libertino. Inimicatasi l'imperatrice Maria Teresa, venne assolto dall'incarico di ambasciatore e dovette rientrare in Francia. Per il suo titolo di cardinale, che lo porta a ricoprire la carica più alta di tutto il clero francese, viene notato da Jeanne che approfitta di lui al fine di arricchirsi, facendolo diventare una delle vittime dello scandalo della collana.
È doppiato in giapponese da Junkichi Yarita e in italiano da Pierluigi Zollo e Gianni Vagliani (film Insieme per sempre).

#### Conte de Mercy
Il conte de Mercy (メルシー伯爵?, Merushī hakushaku) è un diplomatico e ambasciatore austriaco. Farà da consigliere a Maria Antonietta su incarico di Maria Teresa, preoccupata per l'inesperienza di sua figlia. È doppiato in giapponese da Ichirō Murakoshi e in italiano da Silvio Anselmo.

#### Madame de Noailles
La contessa de Noailles (ノワイユ伯夫人?, Nowaiyu hakufujin) è la dama di compagnia di Maria Antonietta a Versailles, nonché sua governante con il compito di insegnare l'etichetta alla delfina ancora inesperta. La principessa le dà il soprannome di "contessa Etichetta" per il suo continuo riferirsi alle regole. È doppiata in giapponese da Tomoko Munakata e in italiano da Rosalinda Galli.

#### Charlotte de Polignac
La contessina Charlotte de Polignac (シャルロット?, Sharurotto) è la seconda figlia della contessa di Polignac e sorella minore di Rosalie. Si tratta di una versione romanzata del personaggio realmente esistito. Charlotte incontra Rosalie per la prima volta al ballo di madama Élisabeth e la tratta subito con freddezza perché, come le altre damigelle, la invidia per il riguardo con cui Oscar la tratta. Pur di sottrarsi al matrimonio imposto dalla madre con l'anziano duca Roland de Guiche, la ragazza si suicida.
È doppiata in giapponese da Kazue Komiya e in italiano da Valeria Perilli.

### Città di Parigi

#### Maximilien de Robespierre
Maximilien de Robespierre (マクシミリアン・ロベスピエール?, Makushimirian Robesupiēru) è uno dei principali artefici della rivoluzione francese.
Nato ad Arras da una famiglia di avvocati, frequenta il collegio Louis-le-Grand e lo rappresenta nel giorno dell'incoronazione di Luigi XVI, pronunciando un discorso di elogio. Durante i suoi studi di legge, incontra Oscar in una locanda di Arras e, tramite il loro discorso, Oscar viene messa al corrente per la prima volta della scarsa opinione popolare verso la famiglia reale. In seguito, tra i due nasce un rispetto reciproco. Ha un carattere estroverso e diretto, fin dalla giovinezza guadagna una sana popolarità offrendo consulenze giuridiche gratuite ai suoi concittadini più poveri e analfabeti.
È doppiato in giapponese da Katsuji Mori e Michihiro Ikemizu (film Insieme per sempre) e in italiano da Giorgio Locuratolo.

#### Louis Antoine de Saint-Just
Louis Antoine de Saint-Just (フロレル・ド・サン・ジュスト?, Furoreru do San Jusuto) è un giovane rivoluzionario e braccio destro di Robespierre. Nella versione animata, al contrario del suo amico che cerca di trovare un dialogo con la monarchia, ha un'indole violenta e crede che le maniere forti siano le più efficaci.
È doppiato in giapponese da Toshio Furukawa e in italiano da Luciano Marchitiello.

#### Diane de Soissons
Diane de Soissons (ディアンヌ・ド・ソワソン?, Dian'nu do Sowason) è la sorella minore di Alain. Molto bella e premurosa nei confronti del fratello, è simpatica e bene amata da tutti i soldati della guardia, dei quali desta le attenzioni durante le sue visite ad Alain. Morirà suicida, senza dire nulla a nessuno, dopo che il suo promesso sposo l'abbandonerà, scappando con un'altra donna, poche ore prima del matrimonio. Alain troverà per caso il suo cadavere quando andrà a trovarla a casa.
È doppiata in giapponese da Mari Okamoto e in italiano da Valeria Perilli.

#### Nicole Lamorlière
Nicole Lamorlière (ニコール・ラ・モリエール?, Nikōru Ra Moriēru) è la madre naturale di Jeanne. Ha cresciuto assieme a lei anche Rosalie, affidatale dalla contessa di Polignac, da lei conosciuta come "Martin Gabrielle".
È doppiata in giapponese da Keiko Kuge e in italiano da Franca Lumachi.

#### Marchesa de Boulainvilliers
La marchesa de Boulainvilliers (ブーレンビリエ侯爵夫人?, Būrenbirie kōshaku fujin) adotta Jeanne de Valois credendola discendente della nobiltà, ma verrà tradita e uccisa per le alte ambizioni della giovane.
È doppiata in giapponese da Miyako Shima e in italiano da Silvana Sodo e Alba Cardilli.

#### Generale Bouillé
Il generale Bouillé (ブイエ将軍?, Buie shōgun) è il superiore di Oscar alla guardia francese. Devotissimo alla monarchia, è un grande amico del generale Jarjayes. Ammira Oscar ed è anche l'unica persona di cui si fida ciecamente. Per questo, pazzo di collera quando Oscar e i suoi soldati osano disubbidire ai suoi ordini per aiutare dei ribelli agli Stati generali, li fa arrestare tutti per alto tradimento della corona.
È doppiato in giapponese da Hiroshi Masuoka e in italiano da Mario Laurentino.

#### Colonnello d'Agoult
Il colonnello d'Agoult (ダグー大佐?, Dagū taisa) è il vice-comandante del reggimento dei soldati della guardia francese. Ha sempre seguito fedelmente il suo comandante, ma essendo uno dei nobili più devoti alla monarchia, quando alla fine Oscar decide di tradire per unirsi al popolo in rivolta, abbandona il reggimento e torna a Versailles. Oscar non ha intenzione di fermarlo e lo lascia andare.

### Corte austriaca

#### Maria Teresa d'Austria
Maria Teresa (マリア・テレジア?, Maria Terejia) è l'imperatrice d'Austria e madre di Maria Antonietta. È doppiata in giapponese da Yoshiko Matsuo e in italiano da Vanna Polverosi.